# Epiplema ineptaria
Epiplema ineptaria är en fjärilsart som beskrevs av Heinrich Benno Möschler 1890. Epiplema ineptaria ingår i släktet Epiplema och familjen Uraniidae. Inga underarter finns listade i Catalogue of Life.